# Синік (Аризона)
Синік (англ. Scenic) — переписна місцевість (CDP) в США, в окрузі Могаве штату Аризона. Населення — 1321 особа (2020).

## Географія
Синік розташований за координатами 36°47′37″ пн. ш. 114°0′46″ зх. д. / 36.79361° пн. ш. 114.01278° зх. д. (36.793589, -114.012752). За даними Бюро перепису населення США в 2010 році переписна місцевість мала площу 42,75 км², з яких 42,50 км² — суходіл та 0,25 км² — водойми.

## Демографія
Згідно з переписом 2010 року, у переписній місцевості мешкали 1643 особи в 618 домогосподарствах у складі 448 родин. Густота населення становила 38 осіб/км². Було 779 помешкань (18/км²).
Расовий склад населення:
| - 65,2 % — білих - 1,0 % — корінних американців - 0,2 % — азіатів - 0,1 % — чорних або афроамериканців - 31,7 % — осіб інших рас |

До двох чи більше рас належало 1,8 %. Частка іспаномовних становила 41,5 % від усіх жителів.
За віковим діапазоном населення розподілялося таким чином: 23,6 % — особи молодші 18 років, 51,9 % — особи у віці 18—64 років, 24,5 % — особи у віці 65 років та старші. Медіана віку мешканця становила 47,4 року. На 100 осіб жіночої статі у переписній місцевості припадало 101,8 чоловіків; на 100 жінок у віці від 18 років та старших — 102,9 чоловіків також старших 18 років.
Середній дохід на одне домашнє господарство становив 44 006 доларів США (медіана — 33 735), а середній дохід на одну сім'ю — 56 536 доларів (медіана — 51 745). Медіана доходів становила 17 273 долари для чоловіків та 16 833 долари для жінок. За межею бідності перебувало 16,2 % осіб, у тому числі 0,0 % дітей у віці до 18 років та 0,0 % осіб у віці 65 років та старших.
Цивільне працевлаштоване населення становило 703 особи. Основні галузі зайнятості: мистецтво, розваги та відпочинок — 35,6 %, транспорт — 34,0 %, фінанси, страхування та нерухомість — 10,4 %, роздрібна торгівля — 7,8 %.